# Allochthonius biocularis
Allochthonius biocularis är en spindeldjursart som beskrevs av Kuniyasu Morikawa 1956. Allochthonius biocularis ingår i släktet Allochthonius och familjen käkklokrypare. Inga underarter finns listade i Catalogue of Life.